# Canal de Berdún
|  | Aquest article tracta sobre el municipi. Vegeu-ne altres significats a «La Canal de Berdún». |

Canal de Berdún (A Canal de Berdún en aragonès) és un municipi aragonès situat a la província d'Osca i enquadrat a la comarca de la Jacetània.
A més de Berdún, al municipi també pertanyen Biniés, Martes i Villarreal de la Canal.